# Tassonomia della sottofamiglia Crotalinae
Questa è una lista di tutti i generi, le specie e le sottospecie della sottofamiglia Crotalinae. 
Segue la tassonomia fornita dall'Integrated Taxonomic Information System (ITIS), che si basa sul lavoro continuo del Dr. Roy McDiarmid. 
Il nome inglese è utilizzato nel caso in cui non sia presente un corrispettivo in italiano.
- Agkistrodon, Mocassini
  - Agkistrodon bilineatus, Cantil
    - Agkistrodon bilineatus bilineatus, Cantil
    - Agkistrodon bilineatus howardgloydi, Castellana
    - Agkistrodon bilineatus russeolus, Cantil dello Yucatecan
    - Agkistrodon bilineatus taylori, Cantil di Taylor

  - Agkistrodon contortrix, Testa di rame
    - Agkistrodon contortrix contortrix, Testa di rame meridionale
    - Agkistrodon contortrix laticinctus, Testa di rame dalle bande larghe
    - Agkistrodon contortrix mokasen, Testa di rame settentrionale
    - Agkistrodon contortrix phaeogaster, Testa di rame di Osage
    - Agkistrodon contortrix pictigaster, Trans-pecos copperhead

  - Agkistrodon piscivorus, Bocca di cotone
    - Agkistrodon piscivorus conanti, Bocca di cotone della Florida
    - Agkistrodon piscivorus leucostoma, Bocca di cotone occidentale
    - Agkistrodon piscivorus piscivorus, Bocca di cotone orientale

- Atropoides, Vipere saltatrici
  - Atropoides nummifer, Vipera saltatrice messicana
    - Atropoides nummifer mexicanus, Vipera saltatrice del Centro America
    - Atropoides nummifer nummifer, Vipera saltatrice messicana
    - Atropoides nummifer occiduus, Vipera saltatrice del Guatemala

  - Atropoides olmec, Vipera saltatrice del Tuxtlan
  - Atropoides picadoi, Vipera saltatrice di Picado

- Bothriechis, Palm vipers
  - Bothriechis aurifer, Yellow-blotched palm-pitviper
  - Bothriechis bicolor, Guatemalan palm-pitviper
  - Bothriechis lateralis, Side-striped palm-pitviper
  - Bothriechis marchi, Honduran palm-pitviper
  - Bothriechis nigroviridis, Black-speckled palm-pitviper
  - Bothriechis rowleyi, Mexican palm-pitviper
  - Bothriechis schlegelii, Eyelash palm-pitviper

- Bothriopsis, Forest-pitvipers
  - Bothriopsis bilineata, Two-striped forest-pitviper
    - Bothriopsis bilineata bilineata
    - Bothriopsis bilineata smaragdinus

  - Bothriopsis medusa, Venezuelan forest-pitviper
  - Bothriopsis oligolepis, Peruvian forest-pitviper
  - Bothriopsis peruviana
  - Bothriopsis pulchra, Andean forest-pitviper
  - Bothriopsis punctata, Chocoan lancehead
  - Bothriopsis taeniata, Speckled forest-pitviper
    - Bothriopsis taeniata lichenosa
    - Bothriopsis taeniata taeniata

- Bothrops, Ferri di lancia
  - Bothrops alternatus, Urutu
  - Bothrops ammodytoides, Ferro di lancia della Patagonia
  - Bothrops andianus, Ferro di lancia delle Ande
  - Bothrops asper, Terciopelo
  - Bothrops atrox, Ferro di lancia comune
  - Bothrops barnetti, Ferro di lancia di Barnett
  - Bothrops brazili, Ferro di lancia brasiliano
  - Bothrops campbelli, Crotalo dalla testa di rospo ecuadoregno
  - Bothrops caribbaeus, Ferro di lancia di Santa Lucia
  - Bothrops colombianus, Crotalo dalla testa di rospo colombiano
  - Bothrops cotiara, Cotiara
  - Bothrops erythromelas, Ferro di lancia di Caatinga
  - Bothrops fonsecai, Ferro di lancia di Fonseca
  - Bothrops hyoprorus, Crotalo dalla testa di rospo dell'Amazzonia
  - Bothrops iglesiasi, Ferro di Lancia di Cerrado
  - Bothrops insularis, Ferro di lancia dorato
  - Bothrops itapetiningae, Ferro di lancia di San Paolo
  - Bothrops jararaca, Jararaca
  - Bothrops jararacussu, Jararacussu
  - Bothrops jonathani, Ferro di lancia di Cochabamba
  - Bothrops lanceolatus, Ferro di lancia di Martinica o fer-de-lance
  - Bothrops leucurus, Ferro di lancia di Bahia
  - Bothrops lojanus, Ferro di lancia di Lojan
  - Bothrops marajoensis, Ferro di lancia di Marajó
  - Bothrops microphthalmus, Crotalo dalla testa di rospo dagli occhi piccoli
  - Bothrops moojeni, Ferro di lancia brasiliano
  - Bothrops neuwiedi, Ferro di lancia di Neuwied
    - Bothrops neuwiedi bolivianus
    - Bothrops neuwiedi diporus, Ferro di lancia di Chaco
    - Bothrops neuwiedi goyazensis
    - Bothrops neuwiedi lutzi, Ferro di lancia di Cerrado
    - Bothrops neuwiedi mattogrossensis, Ferro di lancia del Mato Grosso
    - Bothrops neuwiedi meridionalis
    - Bothrops neuwiedi neuwiedi, Ferro di lancia di Neuwied
    - Bothrops neuwiedi paramanensis
    - Bothrops neuwiedi pauloensis, Ferro di lancia dalla testa nera
    - Bothrops neuwiedi piauhyensis
    - Bothrops neuwiedi pubescens, Ferro di lancia delle Pampas
    - Bothrops neuwiedi urutu

  - Bothrops pictus, Ferro di lancia del deserto
  - Bothrops pirajai, Ferro di lancia di Piraja
  - Bothrops pradoi
  - Bothrops sanctaecrucis, Ferro di lancia boliviano
  - Bothrops venezuelensis, Ferro di lancia venezuelano

- Calloselasma, Malayan pit viper
  - Calloselasma rhodostoma, Malayan pit viper

- Cerrophidion, Montane pit vipers
  - Cerrophidion barbouri, Barbour's montane pitviper
  - Cerrophidion godmani, Godman's montane pitviper
  - Cerrophidion tzotzilorum, Tzotzil montane pitviper

- Crotalus, Crotali
  - Crotalus adamanteus, Crotalo diamantino orientale
  - Crotalus aquilus, Queretaran dusky rattlesnake
  - Crotalus atrox,  Crotalo adamantino occidentale
  - Crotalus basiliscus, Mexican west coast rattlesnake
  - Crotalus catalinensis, serpente a sonagli
  - Crotalus cerastes, crotalo ceraste
    - Crotalus cerastes cerastes, Mojave desert sidewinder
    - Crotalus cerastes cercobombus, Sonoran sidewinder
    - Crotalus cerastes laterorepens, Colorado desert sidewinder

  - Crotalus durissus, cascavel
    - Crotalus durissus cumanensis, Venezuelan rattlesnake
    - Crotalus durissus durissus, Cascavel
    - Crotalus durissus marajoensis, Marajoan rattlesnake
    - Crotalus durissus maricelae
    - Crotalus durissus ruruima, Mt. Roraima rattlesnake
    - Crotalus durissus terrificus, South American rattlesnake
    - Crotalus durissus trigonicus, Rupunini rattlesnake
    - Crotalus durissus unicolor, Aruba Island rattlesnake
    - Crotalus durissus vegrandis, Uracoan rattlesnake

  - Crotalus enyo, Baja rattlesnake
    - Crotalus enyo cerralvensis, Cerralvo Island rattlesnake
    - Crotalus enyo enyo, Lower California rattlesnake
    - Crotalus enyo furvus, Rosario rattlesnake

  - Crotalus horridus, Timber rattlesnake
  - Crotalus intermedius, Mexican small-headed rattlesnake
    - Crotalus intermedius gloydi, Oaxacan small-headed rattlesnake
    - Crotalus intermedius intermedius, Totalcan small-headed rattlesnake
    - Crotalus intermedius omiltemanus, Omilteman small-headed rattlesnake

  - Crotalus lannomi, Autlan rattlesnake
  - Crotalus lepidus, Rock rattlesnake
    - Crotalus lepidus klauberi, Banded rock rattlesnake
    - Crotalus lepidus lepidus, Mottled rock rattlesnake
    - Crotalus lepidus maculosus, Durango rock rattlesnake
    - Crotalus lepidus morulus, Tamaulipan rock rattlesnake

  - Crotalus mitchellii, Speckled rattlesnake
    - Crotalus mitchellii angelensis, Angel de la Guarda Island speckled rattlesnake
    - Crotalus mitchellii mitchellii, San Lucan speckled rattlesnake
    - Crotalus mitchellii muertensis, El Muerto Island speckled rattlesnake
    - Crotalus mitchellii pyrrhus, Southwestern speckled rattlesnake
    - Crotalus mitchellii stephensi, Panamint rattlesnake

  - Crotalus molossus, Serpente a sonaglio dalla coda nera
    - Crotalus molossus estebanensis, Serpente a sonagli dell'Isola di San Estéban
    - Crotalus molossus molossus, Serpente a sonaglio dalla coda nera
    - Crotalus molossus nigrescens, Mexican black-tailed rattlesnake
    - Crotalus molossus oaxacus, Oaxacan black-tailed rattlesnake

  - Crotalus oreganus, Western rattlesnake
    - Crotalus oreganus abyssus, Grand Canyon rattlesnake
    - Crotalus oreganus caliginis, Coronado Island rattlesnake
    - Crotalus oreganus cerberus, Arizona black rattlesnake
    - Crotalus oreganus concolor, Midget faded rattlesnake
    - Crotalus oreganus helleri, Southern Pacific rattlesnake
    - Crotalus oreganus lutosus, Great Basin rattlesnake
    - Crotalus oreganus oreganus, Northern Pacific rattlesnake

  - Crotalus polystictus, Mexican lancehead rattlesnake
  - Crotalus pricei, Twin-spotted rattlesnake
    - Crotalus pricei miquihuanus, Eastern twin spotted rattlesnake
    - Crotalus pricei pricei, Western twin spotted rattlesnake

  - Crotalus pusillus, Tancitaran dusky rattlesnake
  - Crotalus ruber, Red diamond rattlesnake
    - Crotalus ruber lorenzoensis, San Lorenzo Island diamond rattlesnake
    - Crotalus ruber lucansensis, San Lucan diamond rattlesnake
    - Crotalus ruber ruber, Red diamond rattlesnake

  - Crotalus scutulatus, Mojave rattlesnake
    - Crotalus scutulatus salvini, Huamantlan rattlesnake
    - Crotalus scutulatus scutulatus, Mojave rattlesnake

  - Crotalus simus, Middle American rattlesnake
    - Crotalus simus culminatus, Northwestern neotropical rattlesnake
    - Crotalus simus simus, Middle American rattlesnake
    - Crotalus simus tzabcan, Yucatán neotropical rattlesnake

  - Crotalus stejnegeri, Long-tail rattlesnake
  - Crotalus tigris, Tiger rattlesnake
  - Crotalus tortugensis, Tortuga Island diamond rattlesnake
  - Crotalus totonacus, Totonacan rattlesnake
  - Crotalus transversus, Cross-banded mountain rattlesnake
  - Crotalus triseriatus, Dusky rattlesnake
    - Crotalus triseriatus armstrongi, Western dusky rattlesnake
    - Crotalus triseratus triseriatus, Dusky rattlesnake

  - Crotalus viridis, Prairie rattlesnake
    - Crotalus viridis nuntius, Hopi rattlesnake
    - Crotalus viridis viridis, Prairie rattlesnake

  - Crotalus willardi, Ridge-nosed rattlesnake
    - Crotalus willardi amabilis, Del Nido ridge-nosed rattlesnake
    - Crotalus willardi meridionalis, Southern ridge-nosed rattlesnake
    - Crotalus willardi obscurus, New Mexican ridge-nosed rattlesnake
    - Crotalus willardi silus, Western Chihuahuan ridge-nosed rattlesnake
    - Crotalus willardi willardi, Arizona ridge-nosed rattlesnake

- Deinagkistrodon, Hundred-pace viper
  - Deinagkistrodon acutus, Hundred-pace viper

- Gloydius
  - Gloydius blomhoffii, Japanese mamushi
    - Gloydius blomhoffii blomhoffii, Japanese mamushi
    - Gloydius blomhoffii brevicaudus, Short-tailed mamushi
    - Gloydius blomhoffii dubitatus, Tung Ling mamushi
    - Gloydius blomhoffii siniticus, Yangtze mamushi

  - Gloydius halys, Siberian pitviper
    - Gloydius halys boehmei, Boehme's pitviper
    - Gloydius halys caraganus, Karaganda pitviper
    - Gloydius halys cognatus, Alashan pitviper
    - Gloydius halys halys, Siberian pitviper
    - Gloydius halys mogoi

  - Gloydius himalayanus, vipera dell'Himalaya
  - Gloydius intermedius, Central Asian pitviper
    - Gloydius intermedius caucasicus, Caucasian pit viper
    - Gloydius intermedius intermedius, Central Asian pit viper
    - Gloydius intermedius stejnegeri, Gobi pit viper

  - Gloydius monticola, Likiang pitviper
  - Gloydius saxatilis, Rock mamushi
  - Gloydius shedaoensis, Shedao island pitviper
  - Gloydius strauchi, Strauch's pitviper
  - Gloydius ussuriensis, Ussuri mamushi

- Hypnale, Humpnose vipers
  - Hypnale hypnale, Hump-nosed viper
  - Hypnale nepa, Sri Lankan hump-nosed viper
  - Hypnale walli, Wall's hump-nosed viper

- Lachesis, Bushmasters
  - Lachesis melanocephala, Black-headed bushmaster
  - Lachesis muta, crotalo muto o terrore dei boschi 
    - Lachesis muta muta, crotalo muto
    - Lachesis muta rhombeata, Atlantic forest bushmaster

  - Lachesis stenophrys, Central American bushmaster

- Ophryacus, Mexican horned pitvipers
  - Ophryacus melanurus, Black-tailed horned pitviper
  - Ophryacus undulatus, Mexican horned pitviper

- Ovophis, Asian mountain pitvipers
  - Ovophis chaseni, Mount Kinabalu pitviper
  - Ovophis monticola, Mountain pitviper
    - Ovophis monticola convictus, Indo-Malayan mountain pitviper
    - Ovophis monticola makazayazaya, Taiwan mountain pitviper
    - Ovophis monticola monticola, Mountain pitviper
    - Ovophis monticola zayuensis, Zayuan mountain pitviper
    - Ovophis monticola zhaokentangi, Gaoligong mountain pitviper

  - Ovophis okinavensis, Okinawa pitviper

- Porthidium, Hognosed pit vipers
  - Porthidium dunni, Dunn's hognosed pitviper
  - Porthidium hespere, Colima hognosed pitviper
  - Porthidium lansbergii, Lansberg's hognosed pitviper
    - Porthidium lansbergii arcosae, Manabí hognosed pitviper
    - Porthidium lansbergii hutmanni
    - Porthidium lansbergii lansbergii, Lansberg's hognosed pitviper
    - Porthidium lansbergii rozei

  - Porthidium nasutum, Rainforest hognosed pitviper
  - Porthidium ophryomegas, Slender hognosed pitviper
  - Porthidium volcanicum, Ujarran hognosed pitviper
  - Porthidium yucatanicum, Yucatán hognosed pitviper

- Sistrurus, Ground rattlesnakes
  - Sistrurus catenatus, Massasauga
    - Sistrurus catenatus catenatus, Eastern massasauga
    - Sistrurus catenatus edwardsii, Desert massasauga
    - Sistrurus catenatus tergeminus, Western massasauga

  - Sistrurus miliarius, Pigmy rattlesnake
    - Sistrurus miliarius barbouri, Dusky pigmy rattlesnake
    - Sistrurus miliarius miliarius, Carolina pigmy rattlesnake
    - Sistrurus miliarius streckeri, Western pigmy rattlesnake

  - Sistrurus ravus, Mexican pigmy rattlesnake
    - Sistrurus ravus brunneus, Oaxacan pigmy rattlesnake
    - Sistrurus ravus exigus, Guerreran pigmy rattlesnake
    - Sistrurus ravus ravus, Central Plateau pigmy rattlesnake

- Trimeresurus, Asian pitvipers
  - Trimeresurus albolabris, White-lipped pitviper
    - Trimeresurus albolabris albolabris, White-lipped pitviper
    - Trimeresurus albolabris insularis, White-lipped island pitviper
    - Trimeresurus albolabris septentrionalis, Northern white-lipped pitviper

  - Trimeresurus borneensis, Bornean pitviper
  - Trimeresurus brongersmai, Brongersma's pitviper
  - Trimeresurus cantori, Cantor's pitviper
  - Trimeresurus cornutus, Fan-Si-Pan horned pitviper
  - Trimeresurus elegans, Elegant pitviper
  - Trimeresurus erythrurus, Red-tailed bamboo pitviper
  - Trimeresurus fasciatus, Banded pitviper
  - Trimeresurus flavomaculatus, Philippine pitviper
    - Trimeresurus flavomaculatus flavomaculatus, Philippine pitviper
    - Trimeresurus flavomaculatus halieus
    - Trimeresurus flavomaculatus mcgregori, McGregor's pitviper

  - Trimeresurus flavoviridis, Habu
  - Trimeresurus gracilis, Kikushi habu
  - Trimeresurus gramineus, Bamboo pitviper
  - Trimeresurus hageni, Hagen's pitviper
  - Trimeresurus jerdonii, Jerdon's pitviper
    - Trimeresurus jerdonii bourreti, Bourret's pitviper
    - Trimeresurus jerdonii jerdonii, Jerdon's pitviper
    - Trimeresurus jerdonii xanthomelas, Red spotted pitviper

  - Trimeresurus kanburiensis, Kanburi pitviper
  - Trimeresurus karanshahi
  - Trimeresurus kaulbacki, Kaulback's lance-headed pitviper
  - Trimeresurus labialis, Nicobar bamboo pitviper
  - Trimeresurus macrolepis, Large-scaled pitviper
  - Trimeresurus macrops, Large-eyed pitviper
  - Trimeresurus malabaricus, Malabar rock pitviper
  - Trimeresurus mangshanensis, Mangshan pitviper
  - Trimeresurus medoensis, Motuo bamboo pitviper
  - Trimeresurus mucrosquamatus, Brown spotted pitviper
  - Trimeresurus popeorum, Pope's bamboo pitviper
    - Trimeresurus popeorum barati, Barat bamboo pitviper
    - Trimeresurus popeorum popeorum, Pope's bamboo pitviper
    - Trimeresurus popeorum sabahi, Sabah bamboo pitviper

  - Trimeresurus puniceus, Flat-nosed pitviper
  - Trimeresurus purpureomaculatus, Mangrove pit viper
    - Trimeresurus purpureomaculatus andersoni, Nicobar mangrove pit viper
    - Trimeresurus purpureomaculatus purpureomaculatus, Mangrove pit viper

  - Trimeresurus schultzei, Schultze's pitviper
  - Trimeresurus stejnegeri, Stejneger's bamboo pitviper
    - Trimeresurus stejnegeri chenbihuii, Chen's bamboo pitviper
    - Trimeresurus stejnegeri stejnegeri, Stejneger's bamboo pitviper
    - Trimeresurus stejnegeri yunnanensis, Yunnan bamboo pitviper

  - Trimeresurus strigatus, Horseshoe pitviper
  - Trimeresurus sumatranus, Sumatran pitviper
    - Trimeresurus sumatranus malcolmi, Malcolm's pitviper
    - Trimeresurus sumatranus sumatranus, Sumatran pitviper

  - Trimeresurus tibetanus, Tibetan bamboo pitviper
  - Trimeresurus tokarensis, Tokara habu
  - Trimeresurus trigonocephalus, Sri Lankan green pitviper
  - Trimeresurus xiangchengensis, Kham Plateau pitviper

- Tropidolaemus, Temple vipers
  - Tropidolaemus huttoni, Vipera arboricola di Hutton
  - Tropidolaemus laticinctus, Broad-banded temple pit viper
  - Tropidolaemus subannulatus, Bornean keeled green pit viper
  - Tropidolaemus wagleri, Crotalo di Wagler